# Synagelides zhilcovae
Synagelides zhilcovae är en spindelart som beskrevs av Prószynski 1979. Synagelides zhilcovae ingår i släktet Synagelides och familjen hoppspindlar. Inga underarter finns listade i Catalogue of Life.